# Tanarctus dendriticus
Tanarctus dendriticus är en djurart som tillhör fylumet trögkrypare, och som beskrevs av Jeanne Renaud-Mornant 1980. Tanarctus dendriticus ingår i släktet Tanarctus och familjen Halechiniscidae. Inga underarter finns listade i Catalogue of Life.